# Sant Gallard
Sant Gallard és un nucli de població agregat a les Piles, a la Conca de Barberà, a frec de la comarca de l'Anoia. És a tocar de la carretera de Santa Coloma de Queralt a Esblada (T-201).
L'església d'art romànic està dedicada a Sant Josep i va pertànyer a la diòcesi de Vic fins al 1957. Fins a la Guerra Civil de 1936 s'hi conservava una imatge de la Mare de Déu de la Llet, per la qual cosa l'església prenia també aquest nom.

## Història
Com la majoria de pobles amb història de la zona, sorgí al voltant d'un castell, del qual no en resta cap element. Entre 1179 i 1247, el monestir de Santes Creus n'obté progressivament el control. Durant la baixa edat mitjana, s'hi construeixen el Molí Vell (o de Dalt) i el Molí Nou (o de Baix), datats per primera vegada el 1273 i 1357 respectivament.
La població de Sant Gallard ha minvat progressivament. Durant el segle xiv hi van arribar a viure 13 famílies. En època moderna, Sant Gallard va rebre immigració occitana, procedent del bisbat de Comenge. En produir-se la desamortització de Mendizábal (1835), vivien al poble una trentena de veïns. A mitjan segle xx, Sant Gallard estava conformat per nou cases. El 1970 només hi havien censades set persones.